# 新和县
新和县（維吾爾語：توقسۇ ناھىيىسى‎）在中国新疆维吾尔自治区塔里木盆地北部、渭干河流域，是阿克苏地区所辖的一个县。1930年由库车县析置托克苏县，后於1941改名新和县，意取「新疆和平」。县人民政府駐新和镇。

## 行政区划
新和县下辖4个镇、4个乡：
新和镇、尤鲁都斯巴格镇、依其艾日克镇、塔什艾日克镇、排先拜巴扎乡、渭干乡、玉奇喀特乡和塔木托格拉克乡。另外设有央塔库都克片区。

## 人口
2020年末，根據第七次全國人口普查數據顯示：新河縣常住人口为134095人，佔全市人口1.89％。

## 交通
- 314国道过境。